# Тавресий

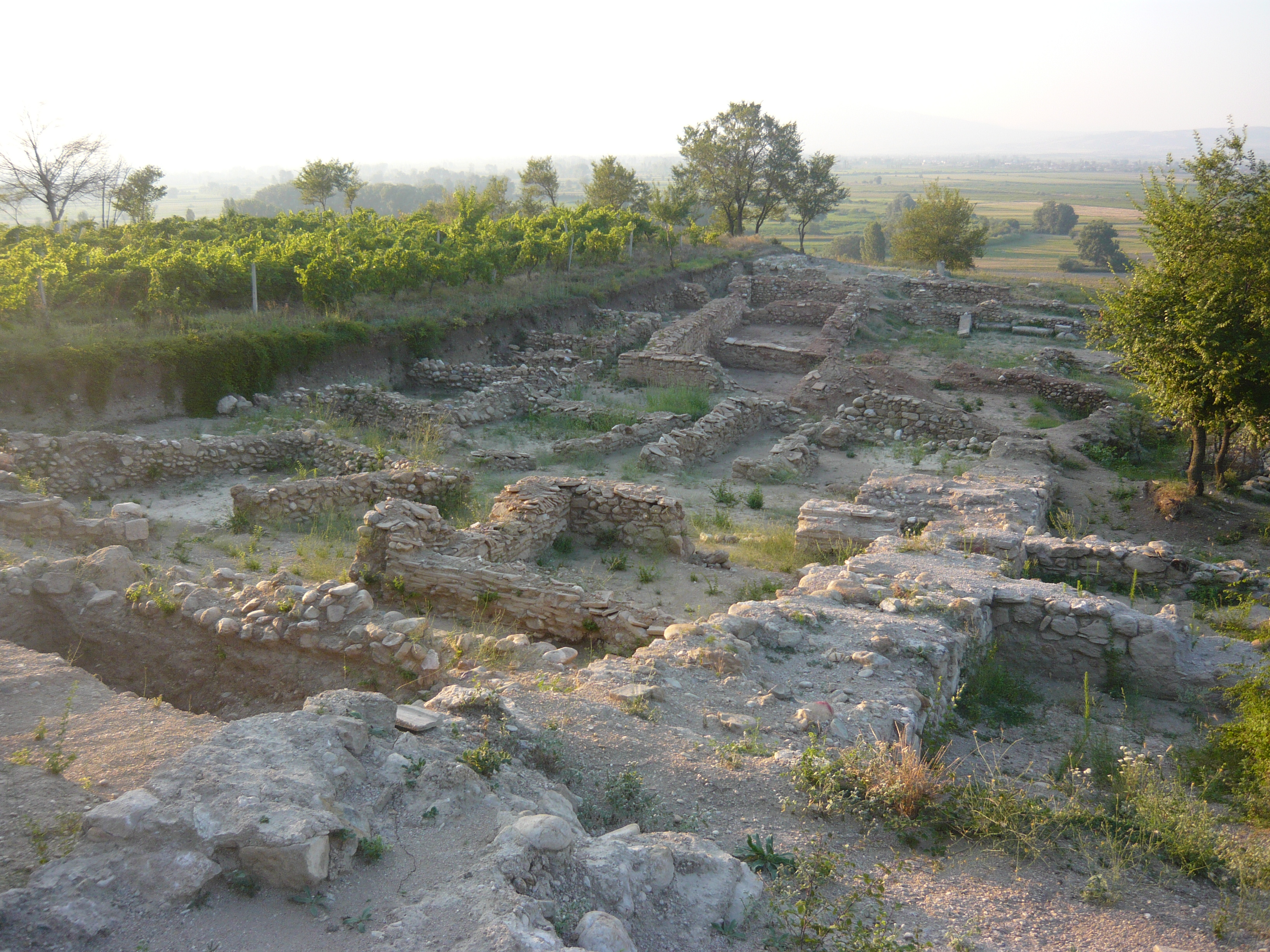
Остатки построек Тавресия

Тавресий — археологический объект в Северной Македонии, примерно в 20 километрах от Скопье. Является родиной императора Юстиниана I и короля остготов Теодахада.

## История
Тавресий расположен в муниципалитете Зелениково, недалеко от деревни Таор, примерно в 20 километрах (12 миль) к юго-востоку от Скопье. Это место было обнаружено британским археологом Артуром Эвансом в конце XIX века. Согласно биографу Юстиниана Прокопию, император родился в 482 году в Тавресии, точнее, в замке Бедериана, который находится недалеко от современной деревни Бадер.

В книге «О постройках» Прокопий утверждает:
«… В области европейских дарданов, которые живут за пределами Эпидамна, рядом с укреплением, которое называется Бедерианы, есть местечко по имени Таурисион. Здесь увидел свет император Юстиниан, строитель всей вселенной. В скором времени он укрепил это местечко четырьмя стенами в виде квадрата, и на каждом углу воздвиг по башне; таким образом, это местечко он и фактически создал, и дал ему наименование „Четырехбашенное“ (Тетрапиргия). Возле этого местечка он выстроил замечательный город и дал ему название „Юстиниана Прима“ (а на латинском языке это слово обозначает „первая“). Воздвигнув такой трофей, он тем воздал благодарность своей воспитательнице».
Тавресий и замок Бедериана были разрушены в результате землетрясения 518 года, эпицентр которого находился в соседнем городе Скупы. В знак благодарности месту своего рождения Юстиниан I восстановил город. Согласно проведенным к настоящему времени раскопкам, предполагается, что самые старые части Тавресия датируются IV веком, и эта самая старая часть представляет собой замок с четырьмя башнями, известный как Тетрапиргия.